# Кутновский повет
Кутновский повет (пол. Powiat kutnowski) — повет (район) в Польше, входит как административная единица в Лодзинское воеводство. Центр повета — город Кутно. Занимает площадь 886,29 км². Население — 99 258 человек (на 31 декабря 2015 года).

## Административное деление
- города: Кутно, Кросневице, Жихлин
- городские гмины: Кутно
- городско-сельские гмины: Гмина Кросневице, Гмина Жыхлин
- сельские гмины: Гмина Бедльно, Гмина Домбровице, Гмина Кшижанув, Гмина Кутно, Гмина Ланента, Гмина Нове-Островы, Гмина Опорув, Гмина Стшельце

## Демография
Население повета дано на 31 декабря 2015 года.
| Перепись            | Всего  | Мужчины | Женщины |
| ------------------- | ------ | ------- | ------- |
| Всего               | 99 258 | 47 728  | 51 530  |
| Городское население | 57 963 | 27 287  | 30 676  |
| Сельское население  | 41 295 | 20 441  | 20 854  |